# Disinformation
Disinformation är debutalbumet från det schweiziska bandet Sinplus. Det släpptes den 15 januari 2012 och innehåller 12 låtar, bland annat deras ESC bidrag "Unbreakable".

## Låtlista
1. Unbreakable - 3:08
2. There's Fire - 3:41
3. Do You Wanna Dance - 3:02
4. Whatever I've Missed It's Gone - 3:56
5. Get Off - 3:22
6. Disinformation - 3:10
7. The Only One - 3:57
8. Roll the Dice - 4:29
9. Scared - 3:06
10. You Got a Nomination - 3:39
11. Network Superstar - 3:27
12. Public Relations - 4:07